# تاكاشي ساكوراإي
تاكاشي ساكوراإي (باليابانية: 桜井 孝司) (4 مايو 1977 في شيزوكا في اليابان – )؛ هو لاعب كرة قدم ياباني سابق كان يلعب كمهاجم.

## وصلات خارجية
- تاكاشي ساكوراإي على موقع رابطة كرة القدم اليابانية للمحترفين (اليابانية)
- تاكاشي ساكوراإي على موقع عالم كرة القدم.نت (الإنجليزية)